# یوان هونگ
یوان هونگ (انگلیسی: Yuan Hong؛ زادهٔ ۲۳ اوت ۱۹۸۲) بازیگر اهل چین است. او از دوستانِ نزدیکِ هو گه است.
از فیلم‌ها یا مجموعه‌های تلویزیونی که وی در آن‌ها نقش داشته‌است، می‌توان به بسیار خوش‌شانس (۲۰۱۶) اشاره نمود.